# Nordanö
Nordanö est une localité de Suède dans la commune d'Avesta située dans le comté de Dalécarlie.
Sa population était de 440 habitants en 2019.